# Guo Nüwang
Guo Nüwang (184 – 14 de marzo de 235), formalmente conocida como Emperatriz Wende, fue una emperatriz consorte del estado de Cao Wei durante la época de los Tres Reinos en China. Estaba casada con Cao Pi, el primer emperador de Wei.

## Familia y matrimonio con Cao Pi
Su padre Guo Yong (郭永) procedía de una estirpe de oficiales locales menores. Cuando era pequeña, fue reconocida por su inteligencia, y su padre, impresionado por su talento, le dio el nombre inusual "Nüwang" (literalmente "reina reinante"). Sus padres murieron cuando tenía cinco años, así que terminó como criada en la casa de los Marqueses de Tongdi. No se conocen las circunstancias pero finalmente acabó como concubina de Cao Pi que era el heredero aparente del reino vasallo de Wei bajo su padre Cao Cao. Pronto se convirtió en favorita– tanto que el príncipe empezó a desatender a su esposa la Señora Zhen, quien también destacaba por su gran belleza. Fue perspicaz consejera del príncipe durante la controversia de sucesión que enfrentó a Cao Pi contra sus hermanos. Su biografía va más allá al declarar que cuando Cao Pi fue el heredero designado finalmente, Guo Nuwang intervino en tales planes. Ella también creó tensión entre Cao Pi y la Señora Zhen al plantar semillas de sospecha en la mente de Cao Pi insinuando que el hijo de la Señora Zhen, Cao Rui, no era su hijo, sino de Yuan Shi, anterior marido de la Señora Zhen, citando el hecho de que Cao Rui aparentemente había nacido a los ocho meses de la boda entre Cao Pi y la Señora Zhen. Finalmente la dama Zhen perdió el favor de Cao Pi por quejarse de que favorecía a otras mujeres antes que a ella, y tras ascender al trono como emperador en 220 (después de forzar al emperador Xian de Han a abdicar en su favor), forzó a la Señora Zhen a suicidarse en 221. En 222, nombró a la Señora Guo emperatriz.

## Como emperatriz
Después de que Guo Nüwang se convirtió en emperatriz, se dice que fue una buena dirigente de las consortes imperiales, tratándolas bien y disciplinándolas apropiadamente cuando actuaron de modo incorrecto, al tiempo que ocultaba sus faltas a Cao Pi. También parece que vivió ahorrativamente y en 226, a instancias de su suegra la emperatriz viuda Bian, ella intercedió en favor de Cao Hong, logrando que Cao Hong conservara la vida a pesar de que Cao Pi tenía rencillas anteriores con él.
La emperatriz Guo no tuvo hijos. Cao Rui, el hijo mayor de Cao Pi y la Señora Zhen, era por tanto considerado el presunto heredero, pero debido al destino de su madre no fue nombrado príncipe de la corona, sino tan solo príncipe de Pingyuan (unas versiones dicen que fue criado por la emperatriz Guo y otras que por otra concubina de Cao Pi, la Consorte Li). Mientras fue emperatriz, aparentemente tuvo una relación cordial con Cao Rui y no hay ninguna evidencia de que se opusiera a su candidatura cuando Cao Pi, seriamente enfermo en 226, le creó príncipe de la corona. Cao Pi murió poco después y Cao Rui ascendió al trono.

## Como emperatriz viuda
El nuevo emperador, a pesar de que honró póstumamente a su madre como emperatriz, honró a su madrastra como emperatriz viuda, y concedió a miembros de su familia riquezas y títulos. Murió el 14 de marzo de 235 y fue enterrada el 16 de abril de 235 con los honores correspondientes a una emperatriz junto a su marido Cao Pi. Su familia quedó honrada por su hijastro.
Cómo murió la emperatriz Guo, aun así, es motivo de controversia histórica. Un relato histórico aparentemente fiable (a pesar de que no concluyente) declara que en algún punto durante el reinado de Cao Rui, la Consorte Li le contó el papel de la emperatriz viuda Guo en la muerte de la Señora Zhen, y cómo tras su muerte la emperatriz Guo sugirió que fuera enterrada con el cabello tapando la cara- para que no volviera a ver la luz del sol- y la boca llena de cáscaras de arroz– para que no pudiera seguir quejándose. Cao Rui se enfureció y convocó a la emperatriz viuda Guo, quién no pudo negar su implicación. Entonces la forzó a suicidarse y, aunque fue enterrada con los honores propios de una emperatriz, su cara fue cubierta por el cabello y la boca llena de cáscaras de arroz.
Aun así, incluso después de su muerte, sus familiares continuaron manteniendo el favor de Cao Rui especialmente su primo Guo Biao, a quien le fue concedida la sucesión del feudo póstumo del padre de Guo Nuwang y se lo promovió a general.